# Eklat
Ein Eklat [eˈklaː], in der Schweiz auch Eclat geschrieben, ist ein unerfreulicher Vorfall, der in der Öffentlichkeit für Aufsehen sorgt.

## Begriffsgeschichte
Das Wort wurde in der zweiten Hälfte des 17. Jh. aus dem Französischen (éclat, eigentlich „plötzliches lautes Geräusch, Knall, Krach“, auch „Splitter, Bruchstück“, zu éclater „zerplatzen, knallen“) ins Deutsche entlehnt und lange in zwei verschiedenen – bereits im Französischen vorhandenen – Bedeutungen gebraucht. Bis Mitte des 19. Jh. gebräuchlich, heute aber veraltet, ist der Wortsinn „glanzvoller Auftritt, Pracht, Prunk, Pomp, Glanz, Gloria‘“ in Wendungen wie „großen Eklat machen“ oder „mit großem Eklat feiern.“
Heute wird das Wort im Deutschen nur noch in der Bedeutung „ärgerliches, Aufsehen erregendes gesellschaftliches oder politisches Ereignis“ bzw. „heftiger, plötzlicher Streit“ gebraucht, also weitgehend synonym zum ebenfalls aus dem Französischen entlehnten „Skandal“. Sinnverwandt ist die „Affäre“, womit aber eher missliche Angelegenheiten langwieriger Art bezeichnet werden.